# خايمي اندروز
خايمي اندروز (بالإنجليزية: Jaime Andrews)‏ هي ممثلة أمريكية، ولدت في 21 أكتوبر 1976 في لونغ آيلند في الولايات المتحدة.

## وصلات خارجية
- الموقع الرسمي
- خايمي اندروز على موقع IMDb (الإنجليزية)
- خايمي اندروز على موقع قاعدة بيانات الفيلم (الإنجليزية)